# Wilhelm Christian Anderle
Wilhelm Christian Anderle (* 1971) ist ein österreichischer Neonazi, Politiker und Publizist.

## Leben
Anderle wurde im Jahr 1971 geboren. Er stammt aus dem Burgenland.

## Politische Betätigung
Im Jahr 1992 kandidierte Anderle für die FPÖ bei der Gemeinderatswahl in Stadtschlaining auf dem zweiten Listenplatz. Er war auch Mitglied der Jugendorganisation „Ring Freiheitlicher Jugend“.
In der Nacht vom 30. zum 31. Oktober 1992 beschmierte Anderle zusammen mit einer anderen Person 88 Grabsteine des Jüdischen Friedhofs in Eisenstadt mit nationalsozialistischen Zeichen und Parolen. In einem hinterlassenen Flugblatt ist die Rede von einer „Rassischsozialistischen Arischen Wiederstandsbewegung [sic]“ und es werden unter anderem „Maßnahmen gegen Primitive Äfflinge und deren Kadaverstätten“ im „Arischen Lebensraum“ gefordert. Der derzeitige Vorsitzende der FPÖ Jörg Haider wird in dem Flugblatt als Vorbild bezeichnet.
Im Jahr 1993 ließ Anderle sich in Südafrika durch die paramilitärische und rechtsextremistische Afrikaner Weerstandsbeweging ausbilden.
Bis zum Jahr 1994 veröffentlichte Anderle unter den Pseudonymen „Morris“, „Whiteknight“ und „Lancelot“ rassistische und hetzerische Parolen im BTX-System des „Instituts für Grundlagen der Informationsverarbeitung“ in Graz.
Im Jahr 1994 betrieb Anderle eine neonazistische Mailbox namens „Mailbox für patriotische Dissidenten“.
Beteiligt war Anderle ebenfalls an der neonazistischen Publikation „ALBUS“, welche im Jahr 1994 erschien. In dieser wurde auch über den Einsatz von Gewalt diskutiert.
Von 2009 bis 2011 betrieb Anderle die neonazistische Webseite „Alpen-Donau.info“, auf welcher die „Beseitigung des souveränen Österreich, sowie die Eingliederung ins Deutsche Reich“ gefordert wurden.

## Strafverfahren
Im Jahr 1996 tauchte Anderle in Südafrika unter, nachdem er als Mittäter der Grabschändung im Jahr 1992 ermittelt worden war. 2003 kehrte er dann nach Österreich zurück und wurde im Jahr 2004 zu drei Jahren Haft wegen NS-Wiederbetätigung verurteilt.
Im Jahr 2013 wurde Anderle zu 4,5 Jahren Haft verurteilt wegen des Betreibens der Webseite „Alpen-Donau.info“. Im Berufungsverfahren wurde die Haftstrafe leicht verkürzt.